# Ingared
Ingared is een plaats in de gemeente Alingsås in het landschap Västergötland en de provincie Västra Götalands län in Zweden. De plaats heeft 1216 inwoners (2005) en een oppervlakte van 78 hectare.